# 2009~2010년 동절기 한파와 폭설
2009-2010년 동절기 한파와 폭설은 2009년 12월부터 2010년 2월까지 지구 북반구 도처에서 발생한 이상 한파와 폭설을 말한다. 한파와 폭설은 동아시아와 유럽, 북아메리카 등의 여러 국가에 발생하여 일상 생활에 큰 영향을 끼쳤고, 각종 사고 등이 잇따랐다.

## 지역별 피해와 영향

### 북아메리카

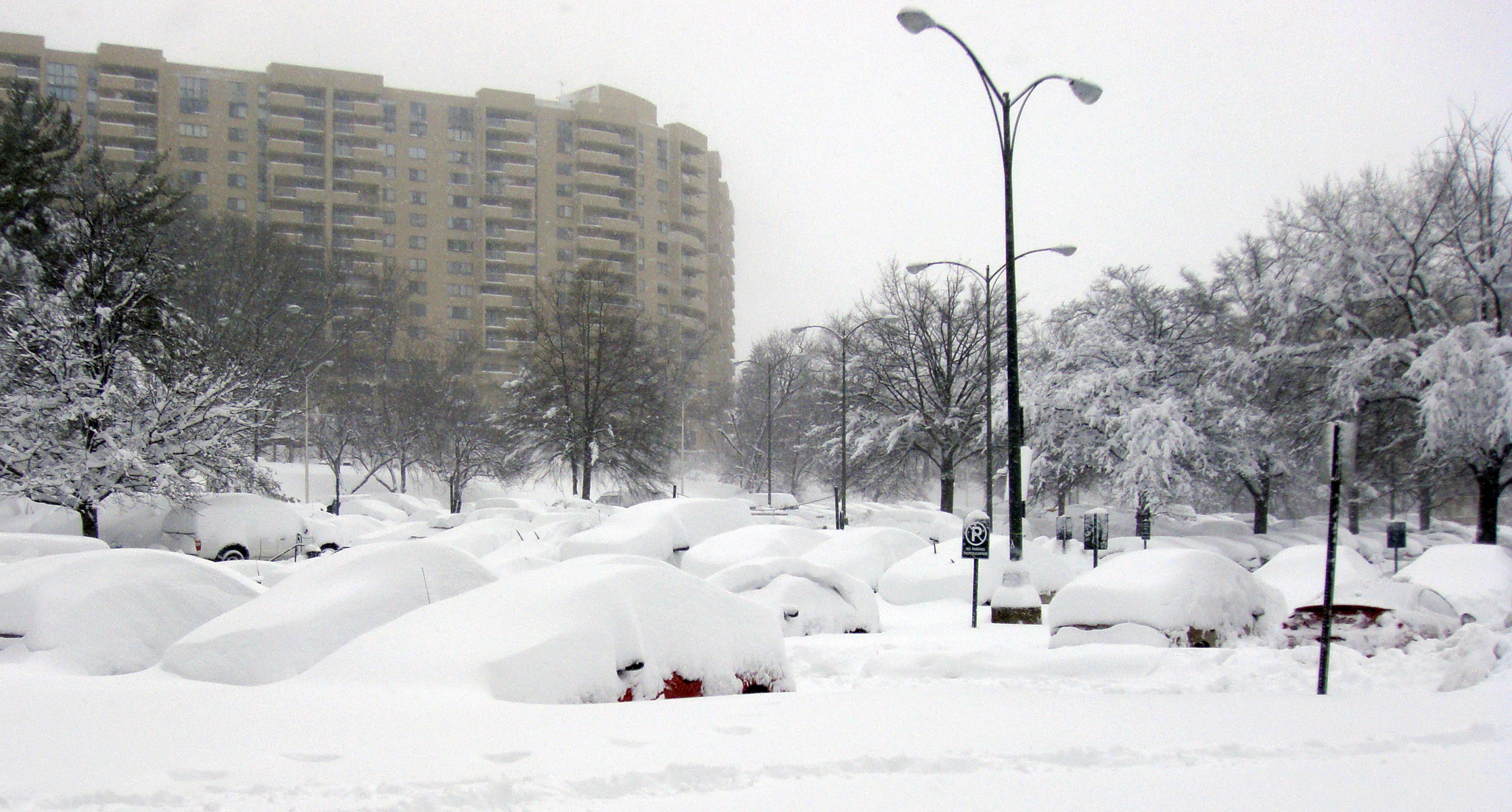
버지니아주 알링턴에 쌓인 눈. (2010년 2월 6일 촬영.)

북아메리카에서는 2009년 12월, 2010년 2월에 한파와 폭설이 발생하였다.
미국은 2009년 10월 12일에 많은 눈이 내렸다. 12월 18일에는 한파와 함께 폭설로 미국 동부지역에서는 비상사태를 선포하였고, 2010년 1월초에는 혹한이 계속되었다. 2010년 2월 1일부터 2월 6일까지는 겨울 폭풍이 발생, 메릴랜드주 볼티모어에는 71 cm, 워싱턴 DC에는 51 cm, 필라델피아에는 72cm의 눈이 쌓이는 등 미국 북동부는 100년만의 기록적인 폭설을 겪었다.

### 유럽

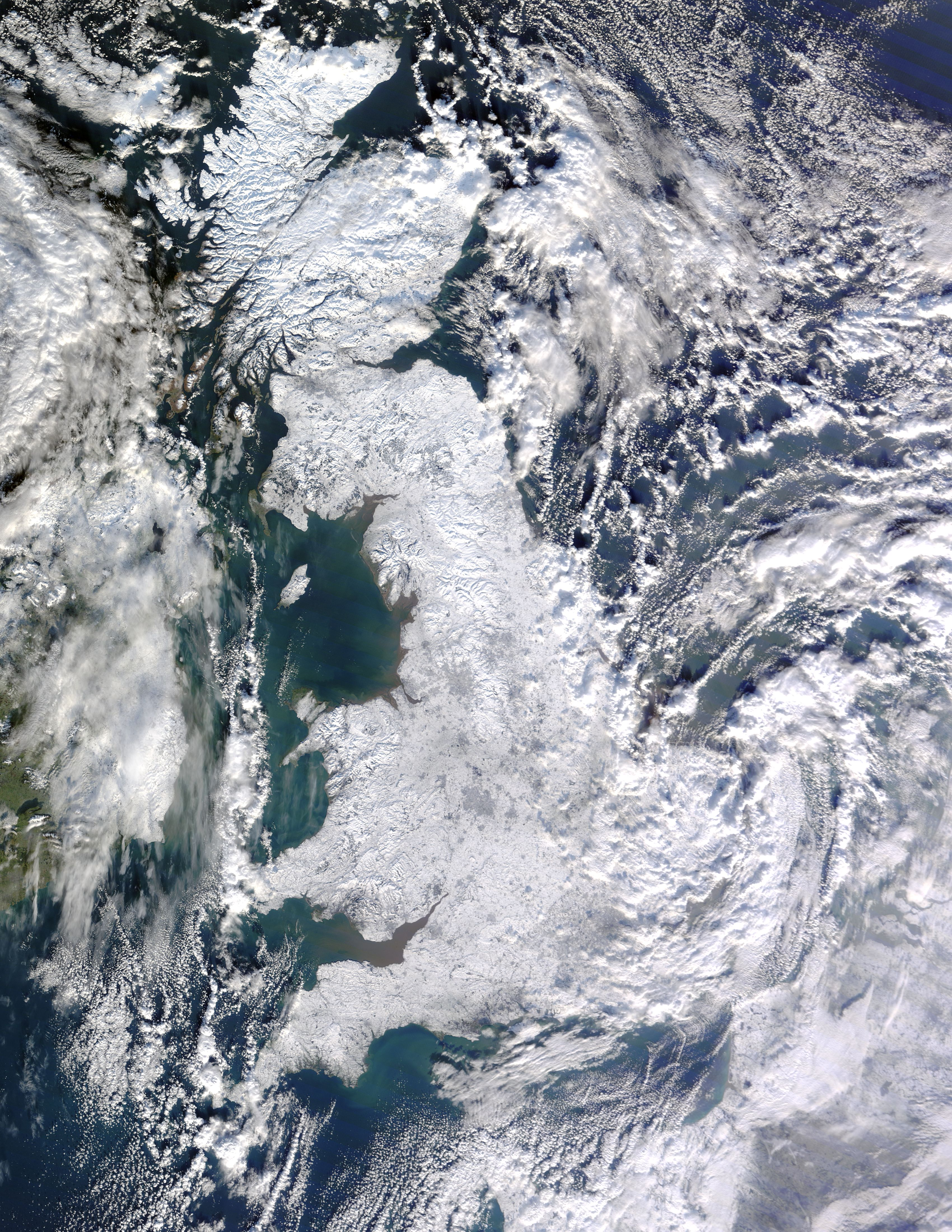
눈으로 뒤덮인 영국의 위성사진, 2010년 1월 7일

유럽 각 지역에는 2009년 12월말에 이어 2010년 1월초에도 한파를 동반한 폭설 사태가 발생하였다. 1월에는 20여 년 만에 발생한 기록적인 한파와 폭설로 인해 여러 가지 사건 사고가 발생했다.
폭설로 인해 잉글랜드 남부지역에서는 최고 40cm의 눈이 쌓였다. 특히 얼어붙은 눈으로 인해 리즈와 브래드퍼드，리버풀，맨체스터 공항의 항공기 운항이 전면 중단됐다.
스위스 알프스 지역에서는 폭설로 인해 발생한 눈사태때문에 7명이 사망하는 사태가 발생하였다. 폴란드 동부에서는 폭설로 인해 71명의 노숙자가 동사하였다. 독일에서는 함부르크를 비롯한 각 북부도시에 최저 영하 20도까지 떨어지는 한파가 몰아치기도 했다.

### 동아시아
중화인민공화국의 수도 베이징에서 발생한 폭설은 59년 만의 최대량이다. 2010년 1월 1일부터 사흘 동안 내린 눈 때문에 베이징내 모든 학교는 휴교령이 내려졌다. 특히 네이멍구 지역은 적설량이 최대 3m까지 관측되었고, 기온도 영하 34도까지 떨어졌다. 폭설사태로 인해 베이징에서 5만여명, 전국에서 30만명이 제설작업에 동원되었다. 중화인민공화국 당국은 가정 난방용 에너지 확보를 위해 일부 공장들에게 폐쇄 명령을 하기도 했다.
대한민국에서는 1월 4일에 수도권 지방을 중심으로 기록적인 폭설이 내렸다. 이로 인해 김포국제공항의 항공편이 모두 결항되는 등 교통이 마비되었으며, 서울의 하루 적설량은 1937년 적설량 관측 이래 최대치인 25.8cm를 기록하였다.

## 원인
북반구의 이상 한파와 폭설의 원인으로는 여러가지가 거론되고 있으나, 대한민국 기상청은 전형적인 엘니뇨 현상과 다른 엘니뇨 모도키 현상과 북극진동의 변화를 원인으로 꼽았다. 전형적인 엘니뇨의 경우 한기축이 일본 동쪽에 위치하여 동북아시아 지역에 이상 난동을 보이는 경향과는 달리, 기후 변화의 영향으로 열대 중태평양의 수온이 평년보다 높은 '엘니뇨 모도키' 현상이 발생하여 한기축이 동아시아에 위치하여 이상 한파가 발생하였다. 반대로 북극으로는 따뜻한 공기가 흘러들어 평년보다 10℃가 높은 이상 난동 현상이 발생하였다. 그리고 북극 진동 지수가 음의 값을 가지면 북반구 지역에 한파가 발생하는데, 2009년 12월에 북극 진동 지수가 -4를 기록하여, 1950년 이후로 가장 낮은 값을 기록하였다.

### 동아시아
2009년과 2010년에 있었던 동아시아의 한파와 폭설이 발생한 원인은 여러가지이다.
첫째, 일반적으로 동아시아의 겨울은 시베리아 기단(시베리아 고기압)의 영향을 받는데, 2009-2010년 겨울은 평년보다 시베리아 고기압의 세력이 강한 편이었다. 시베리아 고기압이 평년보다 강했던 까닭은 시베리아 고기압이 발생하는 시베리아 평원의 눈덮임이 넓었다는 점이다. 대륙에 눈이 덮이면 알베도가 증가하는데, 이로 인하여 지표는 태양으로부터 오는 빛을 반사시켜 평소보다 열을 적게 흡수하여 대륙은 평년보다 빠르게 냉각된다. 이로 인해 평년보다 기온이 낮아지는 경향을 보인다. 실제로 2009년 11월 11일 ~ 12일 사이에 중국 산시성과 허베이성에 폭설이 내리면서, 2009년 11월 유라시아의 눈덮임은 5번째로 넓었다.
둘째, 2009년 12월 이후 북반구 전역에서 상층 기압골이 깊어지고 기압능이 발달하는 경향을 보였는데, 특히 기압골이 동아시아 지역에 위치하면서 시베리아의 차가운 공기가 주기적으로 남하하는 패턴이 나타나게 되었다. 그리고 폭설의 원인으로는 엘니뇨의 영향으로 발달한 필리핀 동부 고기압의 발달이 지적되었다. 고기압은 시계 방향으로 회전하므로 시베리아 고기압이 일시 약화되고 동아시아로 기압골이나 저기압이 통과할 때, 따뜻하고 습한 남서류를 동아시아로 전달하여 폭설을 야기했다는 것이다.
이와 관련된 논란에 대하여 국지적 기상 현상과 기후는 구별되어야 한다는 지적이 있었다. 실제로 같은 기간 남반구에서는 폭염을 기록하고 있어서, 근본적인 원인을 지구온난화에 의한 북극 기온의 상승으로 추측하기도 한다.

## 같이 보기
- 2010년 1월 4일 한국 중부 폭설
- 2010년 아이티 지진